# Аксайский район

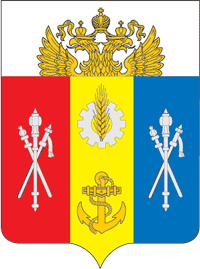
Герб района в 1990 годах

Акса́йский райо́н — административно-территориальная единица и муниципальное образование (муниципальный район) в составе Ростовской области Российской Федерации.
Районный центр — город Аксай.

## История
Первое письменное упоминание о населенном пункте, расположенном на территории нынешнего г. Аксая, относится к 1570 году. В 1742 году на карте появляется Усть-Аксайский стан по названию протекающей здесь реки (с тюркского «Ак-Су» — белая вода).
Аксайский район как административная единица существует с 1924 года.

## Геральдика
Флаг утверждён решением районного собрания депутатов Аксайского района 16 июня 2004 года № 26. Зарегистрирован в Государственном геральдическом регистре Российской Федерации под № 2020.

## География
Аксайский район находится в центральной части Ростовской области и занимает площадь в 117,0 тыс. га.

### Водные ресурсы
По району протекают следующие реки:
- Аксай
- Большой Лог
- Большой Несветай
- Грушевка
- Дон
- Койсуг (Казачка, Мокрый Батай)
- Сухой Батай
- Темерник
- Тузлов
- Черкасская

Озёра расположенные на территории района:
- Балагурское
- Большой Лиман — в центре района
- Большой Лиман — на востоке района
- Большой Сундук
- Генеральское — возле станицы Ольгинской
- Генеральское — возле Александровки
- Длинное
- Кривое — на востоке района
- Кривое — на западе района
- Круглое — к северу от Песчаного озера, что на западе района
- Круглое — к югу от вышеупомянутого озера
- Крутоватое
- Малый Сундук
- Монастырское — крупнейшее в районе
- Песчаное — на востоке района
- Песчаное — на западе района
- Подпольное
- Светлое

## Население
| 2002     | 2009     | 2010     | 2011     | 2012     | 2013     | 2014     | 2015     | 2016     |
| -------- | -------- | -------- | -------- | -------- | -------- | -------- | -------- | -------- |
| 88 899   | ↘86 037  | ↗102 369 | ↗102 626 | ↗103 013 | ↗103 944 | ↗105 162 | ↗107 547 | ↗110 503 |
| 2017     | 2018     | 2019     | 2020     | 2021     |          |          |          |          |
| ↗113 321 | ↗114 709 | ↗116 492 | ↗119 843 | ↗121 433 |          |          |          |          |

### Национальный состав
По итогам переписи населения 2020 года проживали следующие национальности (национальности менее 0,1 % и другое см. в сноске к строке «Другие»):
| Национальность | Численность, чел. | Доля     |
| -------------- | ----------------- | -------- |
| Русские        | 106 751           | 91,52 %  |
| Армяне         | 3093              | 2,65 %   |
| Цыгане         | 854               | 0,73 %   |
| Азербайджанцы  | 843               | 0,72 %   |
| Корейцы        | 735               | 0,63 %   |
| Украинцы       | 663               | 0,57 %   |
| Татары         | 226               | 0,19 %   |
| Узбеки         | 214               | 0,18 %   |
| Грузины        | 187               | 0,16 %   |
| Таджики        | 173               | 0,15 %   |
| Другие         | 2902              | 2,50 %   |
| Итого          | 116 641           | 100,00 % |

## Административно-муниципальное устройство

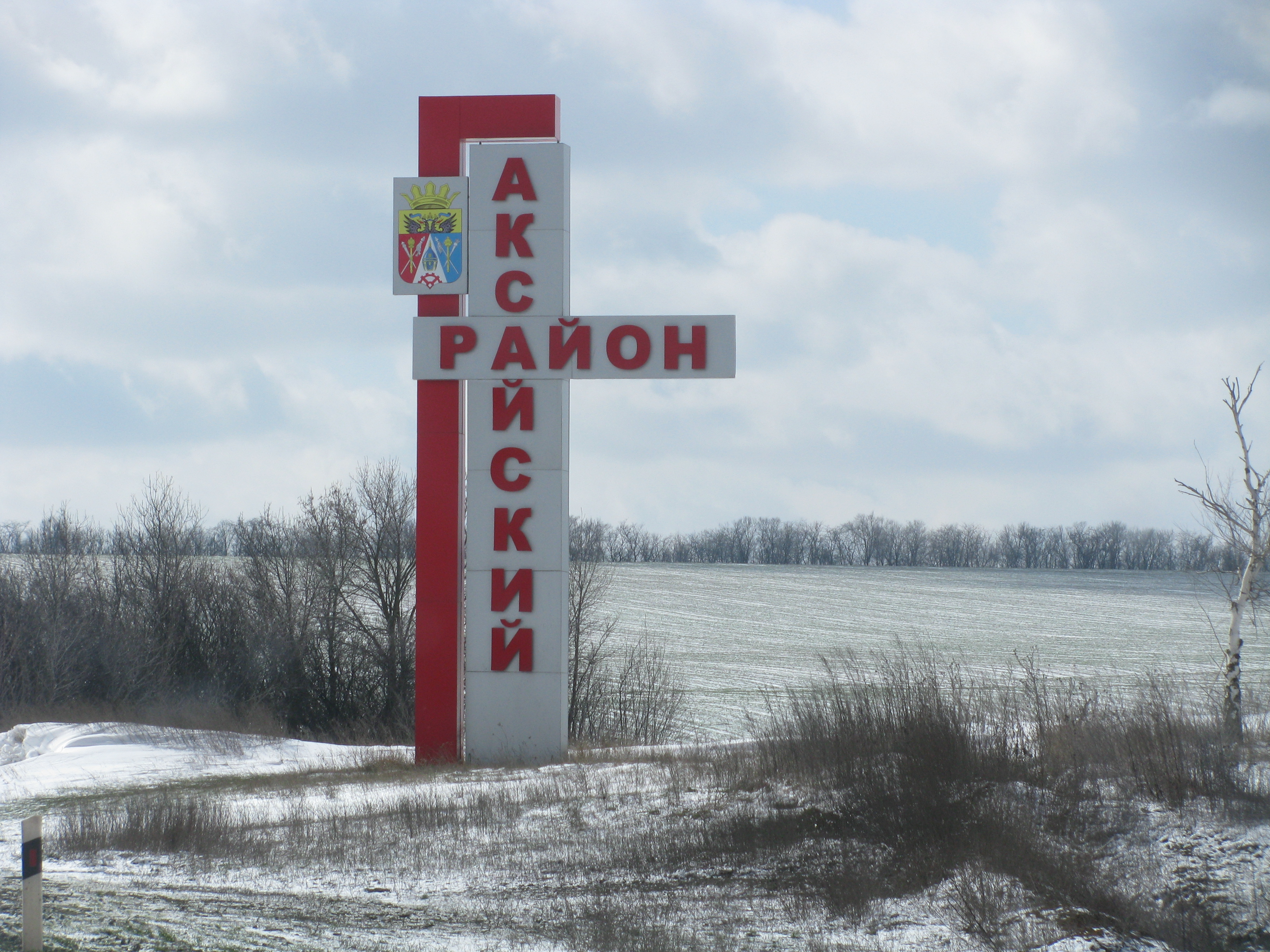
На въезде в Аксайский район по трассе М4 «Дон».

В Аксайском районе 52 населённых пункта в составе одного городского и 10 сельских поселений:
| №  | Городское и сельские поселения          | Административный центр  | Количество населённых пунктов | Население | Площадь, км2 |
| -- | --------------------------------------- | ----------------------- | ----------------------------- | --------- | ------------ |
| 1  | Аксайское городское поселение           | город Аксай             | 1                             | ↗48 372   | 33,24        |
| 2  | Большелогское сельское поселение        | хутор Большой Лог       | 7                             | ↗14 369   | 101,76       |
| 3  | Верхнеподпольненское сельское поселение | хутор Верхнеподпольный  | 4                             | ↗3086     | 93,31        |
| 4  | Грушевское сельское поселение           | станица Грушевская      | 6                             | ↗5200     | 146,72       |
| 5  | Истоминское сельское поселение          | посёлок Дорожный        | 4                             | ↗5302     | 136,69       |
| 6  | Ленинское сельское поселение            | хутор Ленина            | 2                             | ↗4136     | 88,50        |
| 7  | Мишкинское сельское поселение           | станица Мишкинская      | 5                             | ↗5612     | 135,95       |
| 8  | Ольгинское сельское поселение           | станица Ольгинская      | 3                             | ↗7353     | 122,95       |
| 9  | Рассветовское сельское поселение        | посёлок Рассвет         | 7                             | ↗13 401   | 53,10        |
| 10 | Старочеркасское сельское поселение      | станица Старочеркасская | 3                             | ↗3398     | 85,92        |
| 11 | Щепкинское сельское поселение           | посёлок Октябрьский     | 10                            | ↗16 580   | 163,63       |

| №  | Населённый пункт  | Тип                           | Население | Муниципальное образование               |
| -- | ----------------- | ----------------------------- | --------- | --------------------------------------- |
| 1  | Аглос             | посёлок                       | ↗86       | Рассветовское сельское поселение        |
| 2  | Аксай             | город, административный центр | ↗48 372   | Аксайское городское поселение           |
| 3  | Александровка     | хутор                         | ↘1349     | Мишкинское сельское поселение           |
| 4  | Алитуб            | хутор                         | ↗422      | Верхнеподпольненское сельское поселение |
| 5  | Большой Лог       | хутор                         | ↗4336     | Большелогское сельское поселение        |
| 6  | Валовый           | хутор                         | ↘115      | Грушевское сельское поселение           |
| 7  | Верхнеподпольный  | хутор                         | ↘1580     | Верхнеподпольненское сельское поселение |
| 8  | Верхнетемерницкий | посёлок                       | ↗6343     | Щепкинское сельское поселение           |
| 9  | Весёлый           | хутор                         | ↗293      | Грушевское сельское поселение           |
| 10 | Водопадный        | посёлок                       | ↗927      | Большелогское сельское поселение        |
| 11 | Возрождённый      | посёлок                       | ↗379      | Щепкинское сельское поселение           |
| 12 | Горизонт          | хутор                         | ↗38       | Грушевское сельское поселение           |
| 13 | Грушевская        | станица                       | ↗4381     | Грушевское сельское поселение           |
| 14 | Дивный            | посёлок                       | ↘1119     | Истоминское сельское поселение          |
| 15 | Дорожный          | посёлок                       | ↘1062     | Истоминское сельское поселение          |
| 16 | Забудёновский     | хутор                         | ↗32       | Щепкинское сельское поселение           |
| 17 | Золотой Колос     | посёлок                       | ↗747      | Рассветовское сельское поселение        |
| 18 | Истомино          | хутор                         | ↗1648     | Истоминское сельское поселение          |
| 19 | Камышеваха        | хутор                         | ↗669      | Большелогское сельское поселение        |
| 20 | Камышеваха        | хутор                         | ↗347      | Грушевское сельское поселение           |
| 21 | Киров             | хутор                         | ↘262      | Мишкинское сельское поселение           |
| 22 | Ковалёвка         | посёлок                       | ↗1305     | Рассветовское сельское поселение        |
| 23 | Краснодворск      | хутор                         | ↗135      | Старочеркасское сельское поселение      |
| 24 | Красный           | посёлок                       | ↘703      | Щепкинское сельское поселение           |
| 25 | Красный Колос     | посёлок                       | ↗998      | Рассветовское сельское поселение        |
| 26 | Ленина            | хутор                         | ↗3547     | Ленинское сельское поселение            |
| 27 | Малый Мишкин      | хутор                         | ↗547      | Мишкинское сельское поселение           |
| 28 | Махин             | хутор                         | ↘140      | Ольгинское сельское поселение           |
| 29 | Маяковского       | хутор                         | ↗465      | Ленинское сельское поселение            |
| 30 | Мишкинская        | станица                       | ↗3004     | Мишкинское сельское поселение           |
| 31 | Мускатный         | посёлок                       | ↗393      | Рассветовское сельское поселение        |
| 32 | Нижнеподпольный   | хутор                         | ↘650      | Ольгинское сельское поселение           |
| 33 | Нижнетемерницкий  | хутор                         | 209       | Щепкинское сельское поселение           |
| 34 | Обухов            | хутор                         | ↗27       | Грушевское сельское поселение           |
| 35 | Огородный         | посёлок                       | ↗22       | Щепкинское сельское поселение           |
| 36 | Октябрьский       | посёлок                       | ↗2345     | Щепкинское сельское поселение           |
| 37 | Ольгинская        | станица                       | ↗5613     | Ольгинское сельское поселение           |
| 38 | Опытный           | посёлок                       | ↗300      | Мишкинское сельское поселение           |
| 39 | Островского       | хутор                         | ↘1175     | Истоминское сельское поселение          |
| 40 | Пчеловодный       | хутор                         | ↗723      | Большелогское сельское поселение        |
| 41 | Рассвет           | посёлок                       | ↗4958     | Рассветовское сельское поселение        |
| 42 | Реконструктор     | посёлок                       | ↗1682     | Большелогское сельское поселение        |
| 43 | Российский        | посёлок                       | ↗491      | Большелогское сельское поселение        |
| 44 | Рыбацкий          | хутор                         | ↗758      | Старочеркасское сельское поселение      |
| 45 | Слава Труда       | хутор                         | ↘146      | Верхнеподпольненское сельское поселение |
| 46 | Старочеркасская   | станица                       | ↗2399     | Старочеркасское сельское поселение      |
| 47 | Степной           | посёлок                       | ↘2284     | Рассветовское сельское поселение        |
| 48 | Темерницкий       | посёлок                       | 1027      | Щепкинское сельское поселение           |
| 49 | Черюмкин          | хутор                         | ↗961      | Верхнеподпольненское сельское поселение |
| 50 | Щепкин            | посёлок                       | ↘1361     | Щепкинское сельское поселение           |
| 51 | Элитный           | посёлок                       | ↗312      | Щепкинское сельское поселение           |
| 52 | Янтарный          | посёлок                       | ↗1228     | Большелогское сельское поселение        |

## Экономика
В районе 36 промышленных предприятий, 24 строительных, 10 транспортных, 26 сельскохозяйственных, около 200 крестьянско-фермерских хозяйств. Малое предпринимательство представлено более чем 800 предприятиями. В валовом объёме производства района значительную долю занимает:
- промышленность — 47,7 %,
- сельскохозяйственный сектор экономики — 19,8 %,
- транспорт — 8,8 %,
- строительные организации — 8,9 %.

## Достопримечательности

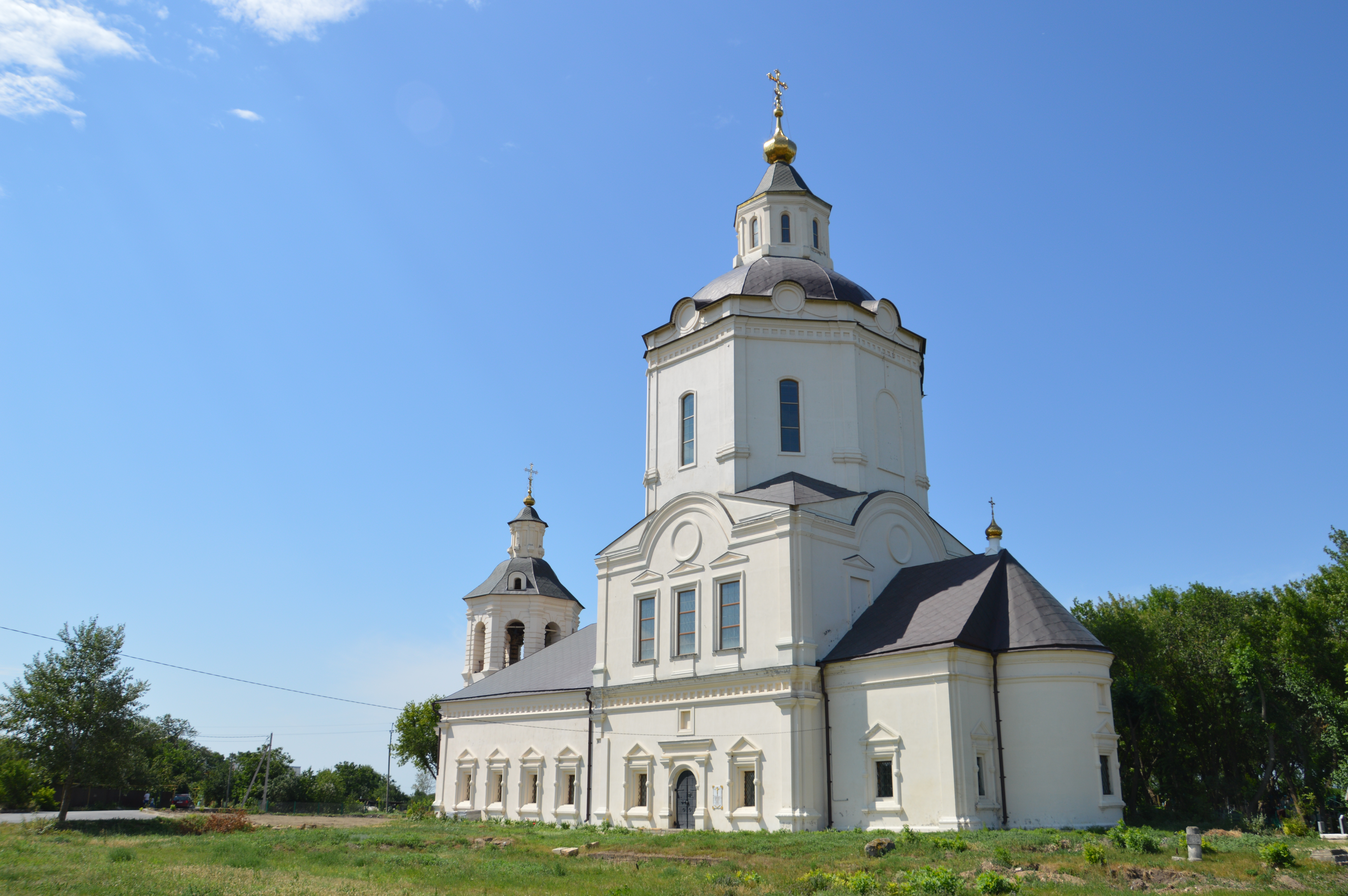
Преображенская (Ратная) церковь

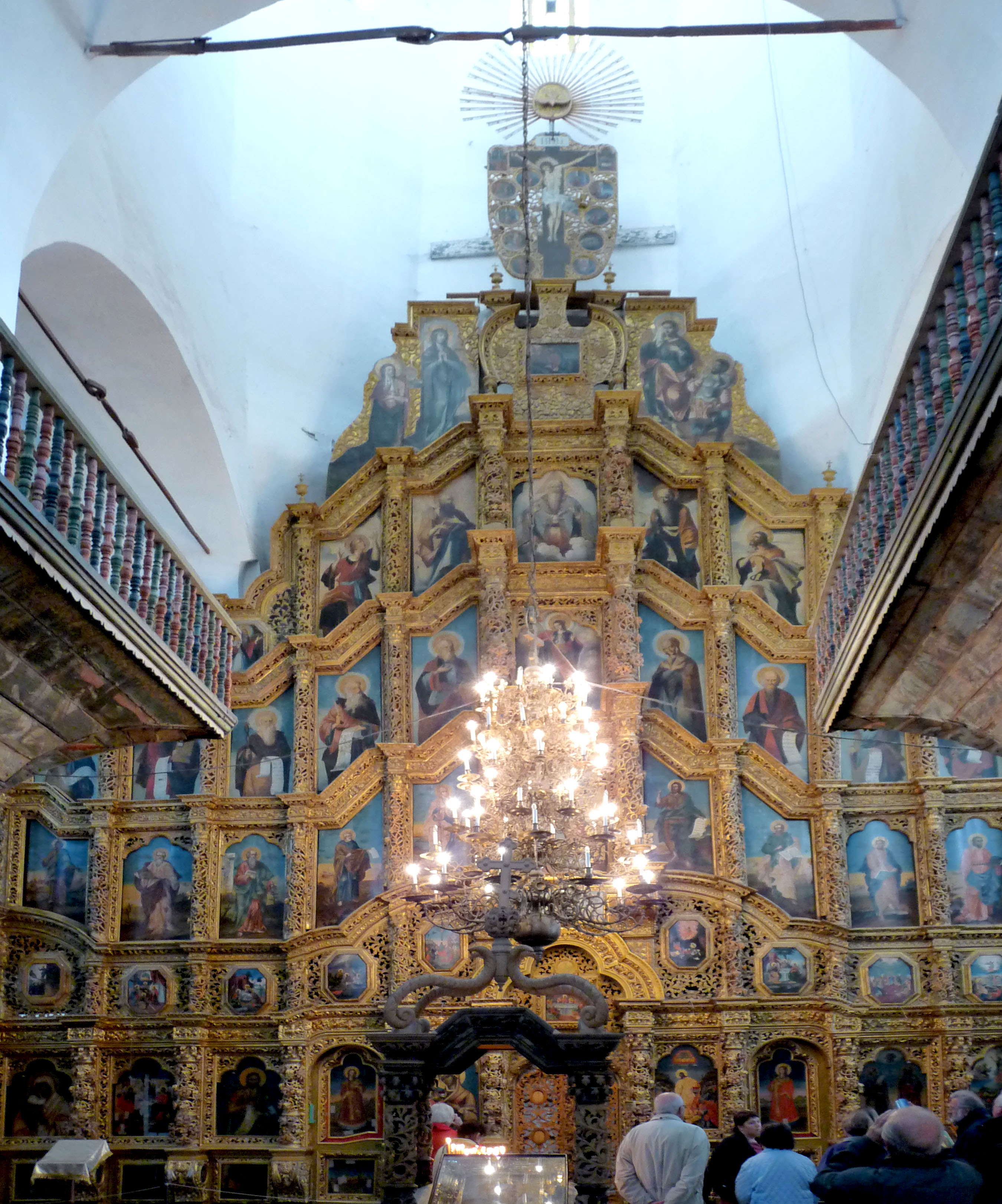
Барочный иконостас Воскресенского войскового собора

В Аксайском районе Ростовской области расположены объекты культурного наследия Федерального значения — памятники истории, архитектуры, монументального искусства. К указанным достопримечательностям относятся:
- Старочеркасский историко-архитектурный музей —  заповедник образован по инициативе писателя Михаила Шолохова[21]. В состав музея-заповедника входит территория бывшего города Черкасска (62,88 га) множество памятников архитектуры, включающих Воскресенский войсковой собор (1706—1719) с иконостасом XVIII—XIX вв., атаманская усадьба, дома торговых казаков XVIII в., казачьи курени. В состав музея также входят заповедные зоны: Аннинская крепость (1731 г., 50,2 га) — памятник военно-оборонительного зодчества XVIII века[22], Ратное Урочище с Преображенской церковью (1740 год, 41 га);
- Комплекс сооружений Старочеркасского (Донского) историко-архитектурного заповедника: дом-крепость Жученкова. В 1671 году в доме Жученковых находился закованный в цепи Степан Разин, которого позже отправили на казнь в Москву;
- Ефремовское подворье: Атаманский дворец, домовая церковь, служебные постройки;
- Дом Булавина[23]. Кондратий Афанасьевич Булавин — бывший войсковой атаман, возглавил восстание казаков 1707−1708 годов;
- Собор Воскресения с колокольней, 1719—1730 годов;
- Ратненская церковь;
- Монастырское урочище (9,3 га) с тополевой рощей на месте бывшего казачьего городка, братская могила героев «Азовского сидения» 1641 года, остатки фундамента памятника-часовни, братская могила воинов, погибших в годы гражданской войны и братская могила воинов, погибших в годы Великой Отечественной войны.

К объектам культурного наследия регионального значения в районе относятся:
- Церковь Иоанна Богослова в станице Грушевская;
- Дом Савельева, дом кредитного товарищества, дом священника, дом зажиточного казака в станице Старочеркасская.

К природным достопримечательностям относится Мухина балка, представляющая собой природоохранный заповедник областного значения, расположенный в городе Аксай. Балка находится на востоке Аксая, склоны балки покрыты байрачным лесом. Большую часть дна балки покрывают болота. На территории заповедника находится военно-исторический музей Аксая с выставкой военной техники.